# Berisha

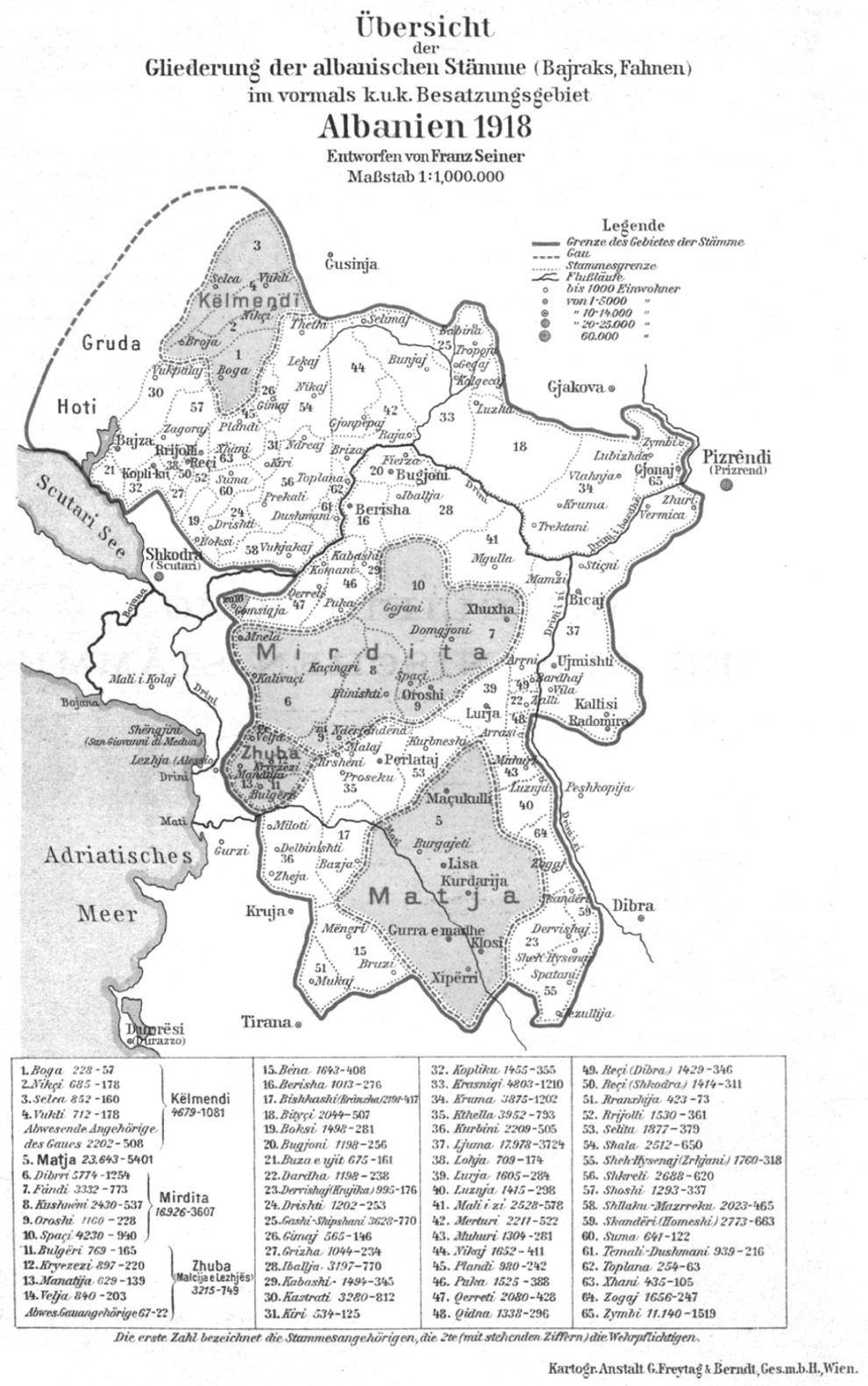
Berisha nummer 16.

Berisha är en historisk stam och region i Pukaregionen i norra Albanien. Berisha var en stam som bestod av en enda klan. Berisha var en släkt, ett samhälle medvetet om sina blodsband och sin gemensamma historia som gick tillbaka till en förfader. De gränsade med Dushmani och Toplana i väst, Bugjoni norr, Iballja i öst och Kabashi i söder. Berisha nämns för första gången 1694 som Berisa i en karta ritad av den venetianska kartografen Francensco Maria Coronelli.

## Historia
I slutet av 1400-talet var Berisha i konflikt med Osmanska riket och med Kabashi, som nyligen hade konverterat till Islam. Med hjälp från Kabashi lyckades osmanerna erövra hela Berisha. Efter erövringen tvingades många att fly vissa flydde till kusten och de andra skickades till en plats som heter Mahmur Dedi.
Från 1737 till 1740 efter konflikten med Thaçi hamnade berisha i konflikt med Mahmut Bej Begolli. Han sägs ha bränt ner hela Berisha och tagit ringklockan från kyrkan som krigsbyte, samt tagit kvinnor och barn som slavar. På grund av dessa gärningar mördades han av Osman Deda från Berisha och Gjonush Pali från Shllaku. Efter att ha bränt ner nästan hela Berisha lämnade de flesta områden och flyttade till Gjakova-regionen, där de med tiden konverterade till Islam. De andra flyttade till Dibra och Ulcinj.

## Antropologi
Berisha sägs vara den äldsta stammen i norra Albanien. De sägs även vara förfader till den nu slavisk talande klanen Drekalovići i Kuči och den albansk talande Merturi.

## Demografi
I den första trovärdiga folkräkningen 1918, hade Berisha 171 hushåll och 1 013 invånare.

## Personer från Berisha

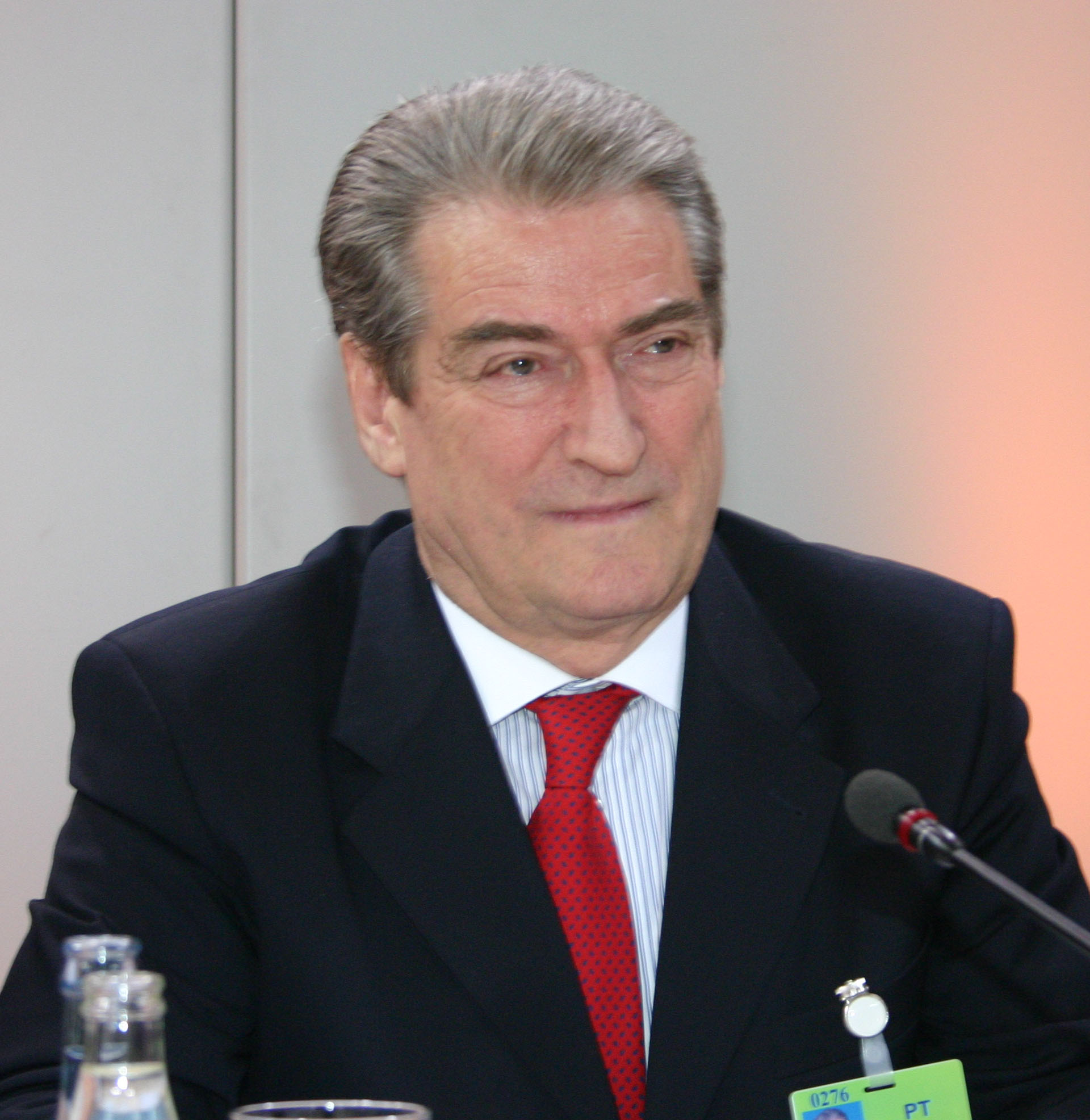
Sali Berisha, Albaniens 32:a premiärminister.

- Sali Berisha - Albaniens 32:a premiärminister
- Ndoc Mark Gega - albansk krigare

### Rötter från berisha
- Hasan Prishtina - Albaniens 8:e premiärminister
- Atifete Jahjaga - Kosovos 3:e president
- Ramush Haradinaj - Kosovos 3:e premiärminister